# Futurum particip
Futurum particip är en infinit verbform i bland annat latin. Det har som presens particip aktiv betydelse. Ett sådant particip kan ofta översättas med en "som ska"-bisats eller "som kommer att"-bisats i svenskan. Ordet vocaturus är futurum particip (maskulinum nominativ singularis) av vocare ('kalla'). I adverbial användning kan en ansträngd "ordagrann" översättning ibland tänkas: 'skolande kalla'. Bisatsomskrivning ger emellertid oftast en mer naturlig svensk översättning. Futurum particip tillsammans med ordet esse ('att vara') brukar kallas futurum infinitiv: vocaturus esse = 'att skola kalla'.